# دروکسی‌پروپین
دروکسی‌پروپین (انگلیسی: Droxypropine) یک داروی فرونشاننده سرفه از دسته فنیل پیپریدین است.